# Balta (Dakota del Nord)
Balta és una població dels Estats Units a l'estat de Dakota del Nord. Segons el cens del 2000 tenia 73 habitants.

## Demografia
Segons el cens del 2000, Balta tenia 73 habitants, 38 habitatges, i 21 famílies. La densitat de població era de 128,1 hab./km².
Dels 38 habitatges en un 15,8% hi vivien nens de menys de 18 anys, en un 44,7% hi vivien parelles casades, en un 7,9% dones solteres, i en un 44,7% no eren unitats familiars. En el 39,5% dels habitatges hi vivien persones soles el 18,4% de les quals corresponia a persones de 65 anys o més que vivien soles. El nombre mitjà de persones vivint en cada habitatge era d'1,92 i el nombre mitjà de persones que vivien en cada família era de 2,57.
Per edats la població es repartia de la següent manera: un 17,8% tenia menys de 18 anys, un 1,4% entre 18 i 24, un 31,5% entre 25 i 44, un 16,4% de 45 a 60 i un 32,9% 65 anys o més.
L'edat mediana era de 44 anys. Per cada 100 dones de 18 o més anys hi havia 114,3 homes.
La renda mediana per habitatge era de 22.813 $ i la renda mediana per família de 24.688 $. Els homes tenien una renda mediana de 14.375 $ mentre que les dones 15.000 $. La renda per capita de la població era de 10.645 $. Entorn del 8,7% de les famílies i el 7,1% de la població estaven per davall del llindar de pobresa.

## Poblacions més properes
El següent diagrama mostra les poblacions més properes.